# Vorwerk (Befestigung)
Ein Vorwerk ist eine wehrhafte Anlage, die der eigentlichen Burg vorgelagert war (auch Feldwerk genannt).
Vorwerke befanden sich im Mittelalter in der Regel in kleineren Dörfern, die dem zentralen Sitz der Burg vorgelagert waren. In ihnen lebten oft auch Angehörige der jeweiligen ritterlichen Familie. Davon leitet sich ab, die Vorwerke als Rittersitze und im Volksmund als Schloss zu bezeichnen. Sie waren geeignet, kleinere Angriffe abzuwehren, und boten der Bevölkerung des Dorfes Schutz. Sie dienten bei größeren Angriffen als Frühwarnsystem der Burg. Da die Vorwerke autonom funktionieren sollten, war eine Verbindung mit landwirtschaftlichen Gütern möglich, die dann zu (vorwerkenden) Gutshöfen wurden. Später übernahmen sie auch administrative Aufgaben. Vorwerke entwickelten sich im Laufe der Zeit auch von der Burg weg zu eigenständigen Anlagen.